# Port Edwards
Port Edwards ist eine Gemeinde (mit dem Status „ Village“) im Wood County im US-amerikanischen Bundesstaat Wisconsin. Im Jahr 2010 hatte Port Edwards 1818 Einwohner.

## Geografie
Port Edwards liegt in der Mitte Wisconsins, beiderseits des in den Mississippi mündenden Wisconsin River. Die geografischen Koordinaten von Port Edwards sind 44°21′03″ nördlicher Breite und 89°51′56″ westlicher Länge. Das Gemeindegebiet erstreckt sich über eine Fläche von 18,86 km², die sich auf 15,62 km² Land- und 3,24 km² Wasserfläche verteilen. 
Nachbarorte von Port Edwards sind Wisconsin Rapids (an der nördlichen Ortsgrenze), Lake Wazeecha (12 km ostnordöstlich) und Nekoosa (an der südwestlichen Ortsgrenze).
Die nächstgelegenen größeren Städte sind Wausau (82,1 km nordnordöstlich), Green Bay am  Michigansee (174 km östlich), Appleton (139 km ostsüdöstlich), Wisconsins größte Stadt Milwaukee (255 km südöstlich), Wisconsins Hauptstadt Madison (178 km südsüdöstlich), La Crosse am Mississippi (150 km westsüdwestlich), Eau Claire (160 km westnordwestlich), die Twin Cities in Minnesota (295 km in der gleichen Richtung) und Duluth am Oberen See in Minnesota (410 km nordwestlich).

## Verkehr
Im Zentrum von Port Edwards treffen die Wisconsin State Highways 54 und 73 zusammen. Der Wisconsin State Highway 13 verläuft in Nord-Süd-Richtung durch den Osten von Port Edwards. Alle weiteren Straßen sind untergeordnete Landstraßen, teils unbefestigte Fahrwege sowie innerörtliche Verbindungsstraßen.
Durch Port Edwards verläuft für den Frachtverkehr eine Eisenbahnstrecke der Canadian National Railway (CN).
Mit dem South Wood County Airport befindet sich hinter der nordöstlichen Ortsgrenze in Wisconsin Rapids ein kleiner Flugplatz. Der nächsten Verkehrsflughafen ist der Central Wisconsin Airport bei Wausau (59,1 km nordnordöstlich).

## Bevölkerung
Nach der Volkszählung im Jahr 2010 lebten in Port Edwards 1818 Menschen in 711 Haushalten. Die Bevölkerungsdichte betrug 116,4 Einwohner pro Quadratkilometer. In den 711 Haushalten lebten statistisch je 2,45 Personen. 
Ethnisch betrachtet setzte sich die Bevölkerung zusammen aus 94,9 Prozent Weißen, 0,9 Prozent Afroamerikanern, 1,3 Prozent amerikanischen Ureinwohnern, 1,1 Prozent Asiaten, 0,1 Prozent Polynesiern sowie 0,7 Prozent aus anderen ethnischen Gruppen; 1,1 Prozent stammten von zwei oder mehr Ethnien ab. Unabhängig von der ethnischen Zugehörigkeit waren 2,3 Prozent der Bevölkerung spanischer oder lateinamerikanischer Abstammung. 
23,6 Prozent der Bevölkerung waren unter 18 Jahre alt, 54,4 Prozent waren zwischen 18 und 64 und 22,0 Prozent waren 65 Jahre oder älter. 52,4 Prozent der Bevölkerung war weiblich.
Das mittlere jährliche Einkommen eines Haushalts lag bei 52.799 USD. Das Pro-Kopf-Einkommen betrug 24.694 USD. 10,6 Prozent der Einwohner lebten unterhalb der Armutsgrenze.